# پانابو

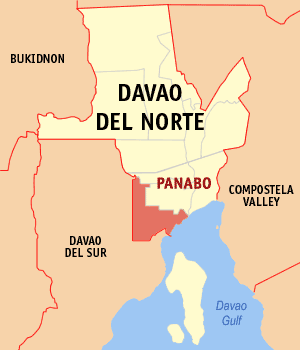

پانابو (به سینوگبانونی: Panabo)، شهری جزئی در استان داوائو دل نورته، فیلیپین است. طبق سرشماری سال ۲۰۲۰، پانابو ۲۰۹،۲۳۰ نفر جمعیت دارد.